# Domenico Ferrata
Domenico Ferrata, italijanski rimskokatoliški duhovnik, škof in kardinal, * 4. marec 1847, Gradoli, † 10. oktober 1914.

## Življenjepis
18. septembra 1869 je prejel duhovniško posvečenje. 
Leta 1884 je postal predsednik Papeške eklestične akademije.
2. aprila 1885 je bil imenovan za naslovnega nadškoda Tesalonike, 14. aprila za apostolskega nuncija v Belgiji in 19. aprila istega leta je prejel škofovsko posvečenje. 
20. aprila 1889 je postal tajnik Kongregacije za izredne eklestične zadeve in 23. junija 1891 za apostolskega nuncija v Franciji.
22. junija 1896 je bil povzdignjen za kardinala in imenovan za kardinal-duhovnika S. Prisca.
19. junija 1899 je postal camerlengo Apostolske pisarne, 20. novembra istega leta prefekt Kongregacije za odpustke in relikvije, 23. oktobra 1900 prefekt Kongregacije za obrede, 27. novembra 1902 prefekt znotraj Rimske kurije, 26. oktobra 1908 prefekt Kongregacije za zakramente, 2. januarja 1914 tajnik Svete pisarne in 4. septembra istega leta državni tajnik Rimske kurije.